# Dolichosomastis dorsilinea
Dolichosomastis dorsilinea är en fjärilsart som beskrevs av Dyar 1910. Dolichosomastis dorsilinea ingår i släktet Dolichosomastis och familjen nattflyn. Inga underarter finns listade i Catalogue of Life.